# 運営
| ウィキペディアには「運営」という見出しの百科事典記事はありません（タイトルに「運営」を含むページの一覧/「運営」で始まるページの一覧）。 代わりにウィクショナリーのページ「運営」が役に立つかもしれません。 |